# Surviving Mars
Surviving Mars é um videogame de simulação de construção de cidade desenvolvido pelo estúdio búlgaro Haemimont Games e publicado pela Paradox Interactive . Foi lançado no Microsoft Windows, macOS, Linux, PlayStation 4 e Xbox One em 15 de março de 2018. O jogador serve como superintendente que deve construir uma colônia em Marte e garantir a sobrevivência dos colonos.

## Jogabilidade
Surviving Mars é um jogo de simulação de construção de cidades que ocorre em Marte e é modelado com base em dados marcianos reais. Em Surviving Mars, o jogador é responsável por fabricar recursos, construir domos e outros edifícios, e gerenciar os cidadãos da colônia em Marte.  Oxigênio, água, abrigo e comida são prioridades que os jogadores precisam estar constantemente atentos. O jogo também possui histórias chamadas mistérios, que adicionam vários eventos à colônia,  incluindo pragas, guerra, corporações rivais, revolta de inteligência artificial, alienígenas e outros. Os locais de desembarque têm várias quantidades de depósitos de recursos, como concreto e metais raros, que podem ser exportados de volta para a Terra para obter fundos. Os locais de desembarque também têm vários desastres naturais, como tempestades de meteoros e ondas de frio, para aumentar a dificuldade.  

## Desenvolvimento
A Haemimont Games, desenvolvedora da série Tropico, liderou o desenvolvimento do jogo.  A equipe estudou ciência e desafiou os cientistas da vida real a considerar a possibilidade ao pensar em colonizar Marte, depois os transformou em elementos de jogabilidade. A estética do jogo foi inspirada em The Jetsons e Futurama .  Descrevendo o jogo como um "construtor de cidades de sobrevivência incondicional", a editora Paradox Interactive anunciou o jogo em maio de 2017.  O jogo foi lançado para Windows, PlayStation 4 e Xbox One em 15 de março de 2018 com suporte a mod .  Dois DLCs, intitulados Green Planet e Space Race, foram lançados pela Haeminont.   Outro construtor de cidades do Paradox, Cities: Skylines recebeu um DLC gratuito baseado em Surviving Mars . 

## Recepção
O jogo recebeu críticas geralmente favoráveis de acordo com o agregador de críticas Metacritic,  marcando 80% no PC Gamer e 78/100 no IGN .   . 